# 英韦·谢恩斯佩茨
英韦·谢恩斯佩茨（瑞典語：Yngve Stiernspetz，1887年4月27日—1945年4月4日），生于埃克舍，瑞典男子体操运动员。他曾获得1912年夏季奥运会体操比赛男子团体瑞典式金牌。他于1945年在利丁厄去世。